# Jewgeni Wladimirowitsch Malkin
Jewgeni Wladimirowitsch Malkin (russisch Евгений Владимирович Малкин; englische Transkription: Evgeni Vladimirovich Malkin; * 31. Juli 1986 in Magnitogorsk, Russische SFSR) ist ein russischer Eishockeyspieler. Der Center steht seit 2006 bei den Pittsburgh Penguins in der National Hockey League unter Vertrag und gilt als einer der besten Angreifer seiner Generation. Mit den Penguins gewann er in den Jahren 2009, 2016 und 2017 den Stanley Cup und wurde dabei 2009 mit der Conn Smythe Trophy als MVP der Playoffs geehrt. Darüber hinaus gewann der Russe 2009 und 2012 die Art Ross Trophy als bester Scorer der Liga, während man ihn 2012 auch mit der Hart Memorial Trophy sowie dem Ted Lindsay Award als wertvollsten Spieler der regulären Saison auszeichnete.  Im Trikot der russischen Nationalmannschaft gewann Malkin jeweils die Goldmedaille bei den Weltmeisterschaften 2012 und 2014.

## Karriere

### HK Metallurg Magnitogorsk (2002–2006)
Jewgeni Malkin ist der Sohn von Wladimir Malkin, einem ehemaligen Verteidiger des HK Metallurg Magnitogorsk. Sein ein Jahr älterer Bruder Denis Malkin ist ebenfalls Eishockeyspieler, der auch aus der Kaderschmiede von HK Metallurg Magnitogorsk stammt. Jedoch hat er nicht annähernd das Talent seines jüngeren Bruders Jewgeni. Jewgeni Malkin debütierte im Alter von 17 Jahren für seinen Heimatclub HK Metallurg Magnitogorsk in der russischen Superliga, bei dem er zuvor sämtliche Jugendmannschaften durchlaufen hatte. In seiner ersten Profisaison wurde er gleich zum besten Neuling der Saison gewählt. In den darauffolgenden beiden Spielzeiten konnte der Stürmer seine Punktausbeute kontinuierlich steigern. In der Saison 2005/06 war er die tragende Säule seiner Mannschaft, die jedoch im Halbfinale ausschied. Er galt zu diesem Zeitpunkt als bester Spieler außerhalb der National Hockey League.
Zuvor war der Russe am 26. Juni 2004 im NHL Entry Draft von den Pittsburgh Penguins an zweiter Stelle hinter seinem Landsmann Alexander Owetschkin verpflichtet worden. Viele NHL-Scouts waren jedoch der Meinung, dass zwar der ein Jahr ältere Owetschkin zu diesem Zeitpunkt, einen stärkeren Eindruck erweckte, Malkin jedoch der vielseitigere Spieler mit größerem Potential war. Auch bedingt durch den Lockout der NHL-Saison 2004/05 entschied sich Malkin, nachdem er verpflichtet worden war, in Russland zu verbleiben, um seinen Reifeprozess voranzutreiben.

### Pittsburgh Penguins (seit 2006)
Im Sommer 2006 entschieden sich die Pittsburgh Penguins Malkin ab sofort unter Vertrag zu nehmen. Er war nun auch bereit in die NHL zu wechseln, doch sein Team in der russischen Liga verweigerte die Freigabe. Auch die zwischen der NHL und dem russischen Verband festgeschriebene Ablösesumme von 200.000 US-Dollar schlug der Verein aus. Da Malkin trotzdem in die NHL wollte, tauchte er am 11. August 2006 während des Tampere Cups in Finnland unter. Erst einige Tage später kündigte er seinen Vertrag in Russland. Nach fast zwei Wochen tauchte er in den USA auf und trainierte mit den Los Angeles Kings. Am 5. September wurde bekannt, dass er einen Vertrag bei den Pittsburgh Penguins unterschrieben hatte.

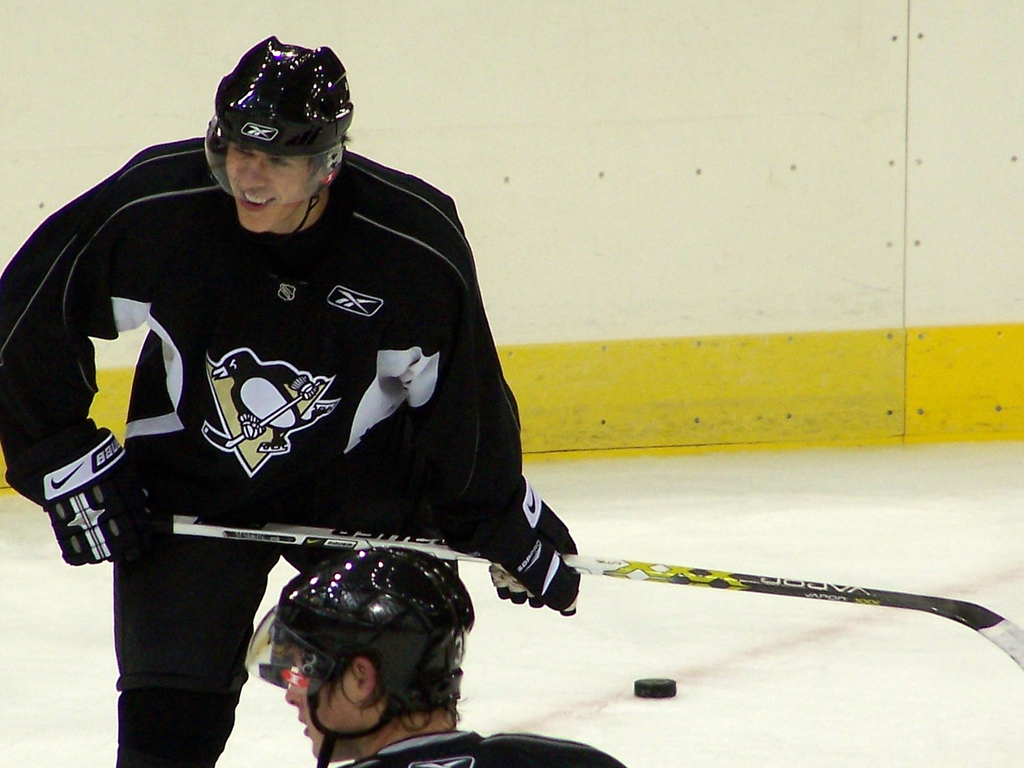
Malkin im Training der Penguins

Die ersten vier Spiele der Saison 2006/07 gehörte Malkin, aufgrund einer erlittenen Schulterverletzung in der Vorbereitung, nicht zum Kader der Penguins, aber am 18. Oktober 2006 gab er sein Debüt gegen die New Jersey Devils. Malkin konnte gleich überzeugen und erzielte das einzige Tor für die Penguins bei der 1:2-Niederlage. Am Tag darauf punktete er erneut. Gegen die New York Islanders traf Malkin einmal und bereitete ein Tor vor. Das Spiel konnten sie am Ende mit 4:3 in der Verlängerung gewinnen. Nach weiteren Toren gegen Columbus, Philadelphia und abermals New Jersey traf Malkin am 1. November 2006 zweifach beim 4:3-Sieg über die Los Angeles Kings. Er war damit einer von nur vier Spielern, die in ihren ersten sechs NHL Spielen mindestens je ein Tor erzielen konnten. Dieses Kunststück gelang bisher nur Joe Malone, Newsy Lalonde und Cy Denneny in der ersten NHL-Saison 1917/18. Malkin wurde sowohl im Oktober als auch im November zum Rookie des Monats ernannt und ist neben Torhüter Ron Hextall in der Saison 1986/87 erst der zweite Spieler seit der Einführung des Preises 1983, dem diese Ehre in zwei aufeinanderfolgenden Monaten zuteilwurde.
In der Saison 2007/08 schaffte er mit den Pittsburgh Penguins, als Zweiter der Eastern Conference, den Sprung in die Stanley-Cup-Playoffs. Dort drangen sie bis in die Finalserie vor, unterlagen in der Best-of-Seven-Serie gegen die Detroit Red Wings jedoch mit 2:4. In der darauffolgenden Spielzeit kam es zur Neuauflage des Vorjahresfinales, diesmal mit dem besseren Ausgang für die Penguins, die die Serie im siebten Spiel gewannen. Malkin wurde als bester Spieler der Playoffs mit der Conn Smythe Trophy ausgezeichnet. Mit seinen 36 Punkten führte er die Scorerwertung an, was bisher keinem anderen Russen gelungen war. Zudem hatte er die Art Ross Trophy als Topscorer der regulären Saison gewonnen. Zu Beginn der Saison 2008/09 markierte Malkin mit einer Torvorlage für Sidney Crosby den 200. Scorerpunkt seiner Karriere und assistierte dabei Crosby bei dessen 100. Treffer in der NHL. Malkin nahm im Januar 2009 am NHL All-Star Game teil und gewann dabei im Rahmen der Skills Competition den Wettbewerb für den genausten Schuss. Die Saison beendete der Angreifer mit insgesamt 113 Scorerpunkte und erhielt somit die Auszeichnung der Art Ross Trophy für die meisten Scorerpunkte innerhalb der Liga und war damit nach Alexander Owetschkin der zweite Russe sowie der vierte Spieler der Penguins in der Geschichte der NHL, dem dies gelang. In den Play-offs konnte der Linksschütze an seine Leistungen aus der regulären Saison anknüpfen und war mit insgesamt 36 Scorerpunkte maßgeblich am Stanley-Cup-Sieg der Penguins beteiligt und wurde damit der zweite Spieler nach Mario Lemieux, der sowohl in der Hauptrunde als auch in den Play-offs die Offensivstatistik anführte. Folglich erhielt Malkin als erster Akteur russischen Ursprungs die Conn Smythe Trophy als wertvollster Spieler (MVP) der Play-offs.
Die Saison 2010/11 war für Malkin von vielen Verletzungen geprägt, sodass er insgesamt lediglich 43 Partien bestritt und sich nach einem Zusammenstoß mit Gegenspieler Tyler Myers im Spiel gegen die Buffalo Sabres sowohl das vordere Kreuzband als auch das Innenband riss und anschließend für den Rest der Spielzeit ausfiel. In der Saison 2011/12 konnte Malkin erneut mit herausragendem Offensivspiel überzeugen und erzielte während der Hauptrunde drei Hattricks sowie erstmals 50 Tore innerhalb einer Spielzeit mit insgesamt 109 Scorerpunkten, wodurch er seine zweite Art Ross Trophy und die Hart Memorial Trophy als wertvollster Spieler der regulären Saison gewann. In den Play-offs schieden die Penguins bereits in der ersten Runde gegen die Philadelphia Flyers aus, wobei Malkin acht Scorerpunkte in sechs Spielen markierte. Aufgrund des NHL-Lockouts zu Beginn der Saison 2012/13 spielte Malkin zwischen September und Dezember 2012 wieder für seinen Heimatverein Metallurg Magnitogorsk in der Kontinentalen Hockey-Liga. Am 13. Juni 2013 gaben die Penguins bekannt, dass sie sich mit Malkin auf einen Vertrag über die Laufzeit von 8 Jahren und die Summe von 76 Millionen US-Dollar geeinigt hatten.
In der Saison 2015/16 gewann Malkin zum zweiten Mal den Stanley Cup mit den Penguins. Am 29. Oktober 2016 erzielte er beim Spiel gegen die Philadelphia Flyers das 300. Tor seiner NHL-Karriere. Am Ende der Saison 2016/17 verteidigte der Russe mit den Penguins den Stanley Cup und gewann ihn somit ein drittes Mal, wobei er 2017 Topscorer der Playoffs wurde. Somit ist er erst der vierte Russe, neben Igor Larionow, Sergei Brylin und Sergei Fjodorow, der den Stanley Cup drei Mal gewinnen konnte.
Im März 2019 verzeichnete Malkin seinen 1000. Scorerpunkt in der regulären NHL-Saison. Dafür benötigte er 848 Spiele und erreichte den Meilenstein somit schneller als jeder andere Russe. Im November 2022 folgte seine 1000. Partie im Trikot der Penguins, eine Marke, die vor ihm nur Sidney Crosby erreichte. Darüber hinaus erhielt Malkin während der Saison 2022/23 seine 1050. Strafminute, womit er den bisherigen Franchise-Rekord von Kevin Stevens übertraf. Weitere Meilensteine erreichte er im Oktober 2024, als er sein 500. NHL-Tor erzielte, was ihm als 48. Spieler der Ligageschichte gelang, ebenso wie seine 800. Torvorlage als 34. Akteur der NHL-Historie.

### International

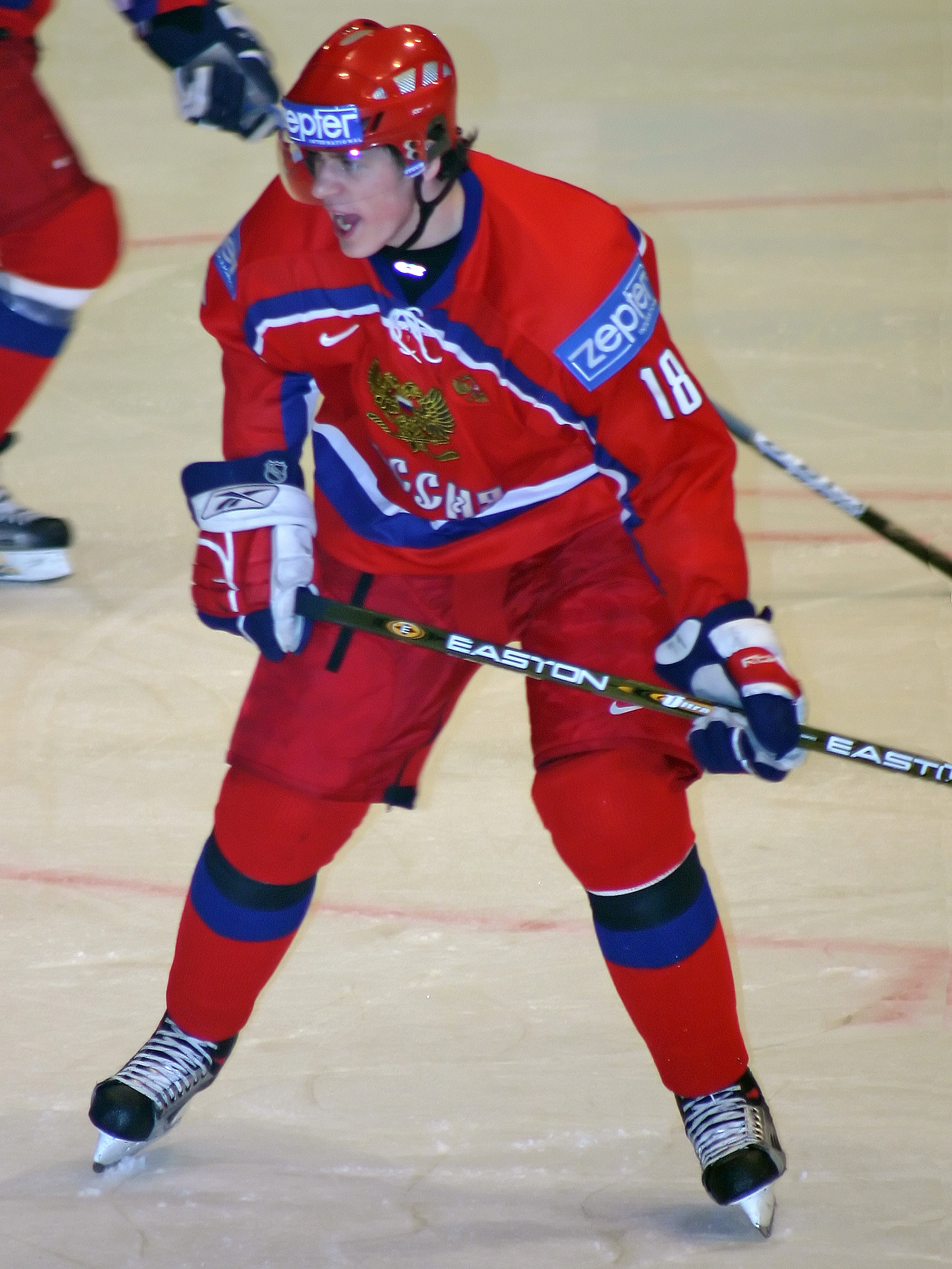
Malkin im Dress des russischen Nationalteams

Im Jahr 2003 spielte Jewgeni Malkin für die russische U18-Junioren-Nationalmannschaft bei der U18-Weltmeisterschaft, die in Russland ausgetragen wurde. Dort sorgte er gemeinsam mit Alexander Owetschkin erstmals für viel Aufsehen. Jedoch reichte es damals im eigenen Land lediglich zum dritten Platz hinter dem erstplatzierten Kanada und der zweitplatzierten Slowakei.
Ein Jahr später konnte bei der U18-Junioren-Weltmeisterschaft in Belarus der Titel gewonnen werden. Im Finale bezwang das Team die USA mit 3:2. Malkin nahm im Jahr 2004 auch an der U20-Junioren-Weltmeisterschaft in Finnland teil, wo die Russen jedoch im Viertelfinale an Gastgeber Finnland mit 4:3 scheiterten.
2005 debütierte Jewgeni Malkin in Russlands A-Nationalteam bei der Weltmeisterschaft in Österreich. Dort gewann er mit Russland Bronze. Trotzdem spielte er noch für Russlands U20-Nationalmannschaft bei der U20-Junioren-Weltmeisterschaft in den Vereinigten Staaten. Dort unterlag sein Team jedoch den kanadischen U20-Junioren mit 6:1.
2006 spielte Jewgeni Malkin nochmals bei der U20-Junioren-Weltmeisterschaft im kanadischen Vancouver. Die russischen Junioren – mit Malkin als deren Mannschaftskapitän – verloren zwar wieder klar gegen Kanada mit 0:5, aber der Stürmer wurde aufgrund eines überragend gespielten Turniers zum besten Angreifer des Turniers gekürt und in das All-Star-Team gewählt. Der Russe nahm im gleichen Jahr außerdem an der Weltmeisterschaft in lettischen Riga teil. Das russische A-Team unterlag dort der tschechischen Nationalmannschaft im Viertelfinale mit 3:4. Malkin wurde bei diesem Turnier zum besten Spieler der russischen Mannschaft von allen Nationaltrainern gewählt. Wenige Monate zuvor hatte Malkin sein Heimatland bei den Olympischen Winterspielen in Turin vertreten. In sieben Spielen verbuchte er sechs Punkte, was für den damals 19-Jährigen ein ausgezeichneter Wert war. Im Verlauf des Turniers unterlag das Team Russlands jedoch im Halbfinale den Finnen mit 0:4. Schließlich unterlag man auch noch Tschechien im Spiel um die Bronzemedaille mit 0:3.

## Erfolge und Auszeichnungen

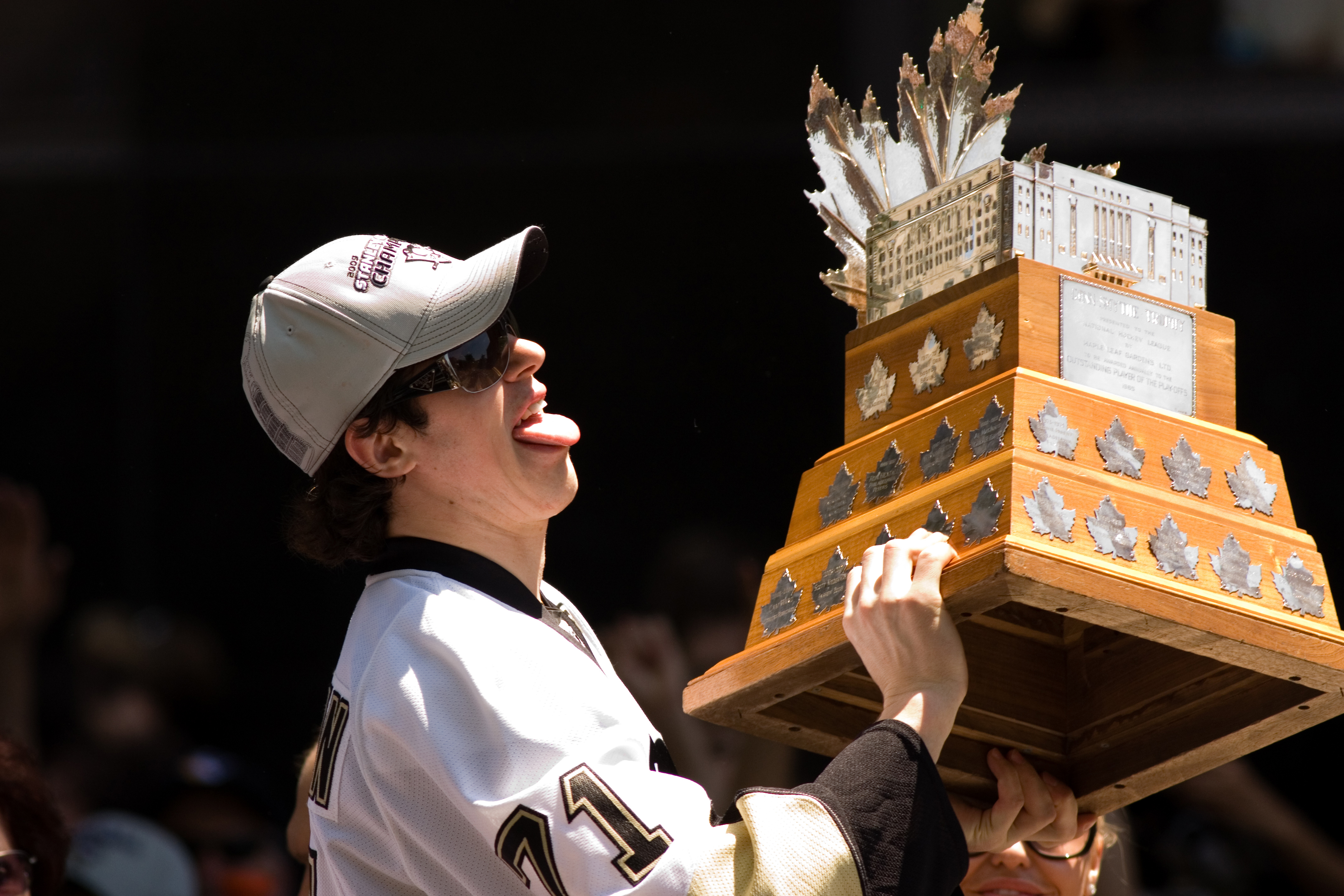
Jewgeni Malkin mit der Conn Smythe Trophy

| - 2005 Spengler-Cup-Gewinn mit dem HK Metallurg Magnitogorsk - 2006 NHL-Rookie des Monats Oktober - 2006 NHL-Rookie des Monats November - 2007 Teilnahme am NHL YoungStars Game - 2007 Calder Memorial Trophy - 2007 NHL All-Rookie Team - 2008 Teilnahme am NHL All-Star Game - 2008 NHL-Spieler des Monats Februar - 2008 NHL First All-Star Team - 2009 Teilnahme am NHL All-Star Game - 2009 Art Ross Trophy - 2009 Conn Smythe Trophy - 2009 Stanley-Cup-Gewinn mit den Pittsburgh Penguins - 2009 NHL First All-Star Team - 2011 Teilnahme am NHL All-Star Game (verletzungsbedingte Absage) | - 2011 NHL-Spieler des Monats Dezember - 2012 Teilnahme am NHL All-Star Game - 2012 Art Ross Trophy - 2012 Charlamow Trofi - 2012 Hart Memorial Trophy - 2012 Ted Lindsay Award - 2012 NHL First All-Star Team - 2012 KHL-Stürmer des Monats Dezember - 2015 Teilnahme am NHL All-Star Game (verletzungsbedingte Absage) - 2016 Teilnahme am NHL All-Star Game - 2016 Stanley-Cup-Gewinn mit den Pittsburgh Penguins - 2017 Teilnahme am NHL All-Star Game (verletzungsbedingte Absage) - 2017 Stanley-Cup-Gewinn mit den Pittsburgh Penguins - 2018 NHL-Spieler des Monats Januar |

### International
| - 2003 Bronzemedaille bei der U18-Junioren-Weltmeisterschaft - 2004 Goldmedaille bei der U18-Junioren-Weltmeisterschaft - 2004 Bester Stürmer der U18-Junioren-Weltmeisterschaft - 2004 All-Star-Team der U18-Junioren-Weltmeisterschaft - 2005 Silbermedaille bei der U20-Junioren-Weltmeisterschaft - 2005 Bronzemedaille bei der Weltmeisterschaft - 2006 Silbermedaille bei der U20-Junioren-Weltmeisterschaft - 2006 Bester Stürmer der U20-Junioren-Weltmeisterschaft - 2006 All-Star-Team der U20-Junioren-Weltmeisterschaft - 2007 Bronzemedaille bei der Weltmeisterschaft | - 2007 All-Star-Team der Weltmeisterschaft - 2010 Silbermedaille bei der Weltmeisterschaft - 2010 All-Star-Team der Weltmeisterschaft - 2012 Goldmedaille bei der Weltmeisterschaft - 2012 Wertvollster Spieler, Bester Stürmer der Weltmeisterschaft - 2012 Topscorer und Bester Torschütze der Weltmeisterschaft - 2012 All-Star-Team der Weltmeisterschaft - 2014 Goldmedaille bei der Weltmeisterschaft - 2015 Silbermedaille bei der Weltmeisterschaft - 2019 Bronzemedaille bei der Weltmeisterschaft |

## NHL-Rekorde
- Torschütze in jedem der ersten sechs Spiele der Rookiesaison (1. November 2006) (gemeinsam mit Joe Malone, Newsy Lalonde und Cy Denneny (alle in der Saison 1917/18))

## Karrierestatistik
Stand: Ende der Saison 2024/25

### International
Vertrat Russland bei:
| - U18-Junioren-Weltmeisterschaft 2003 - U20-Junioren-Weltmeisterschaft 2004 - U18-Junioren-Weltmeisterschaft 2004 - U20-Junioren-Weltmeisterschaft 2005 - Weltmeisterschaft 2005 - U20-Junioren-Weltmeisterschaft 2006 - Weltmeisterschaft 2006 - Olympischen Winterspielen 2006 - Weltmeisterschaft 2007 | - Olympischen Winterspielen 2010 - Weltmeisterschaft 2010 - Weltmeisterschaft 2012 - Olympischen Winterspielen 2014 - Weltmeisterschaft 2014 - Weltmeisterschaft 2015 - World Cup of Hockey 2016 - Weltmeisterschaft 2019 |

(Legende zur Spielerstatistik: Sp oder GP = absolvierte Spiele; T oder G = erzielte Tore; V oder A = erzielte Assists; Pkt oder Pts = erzielte Scorerpunkte; SM oder PIM = erhaltene Strafminuten; +/− = Plus/Minus-Bilanz; PP = erzielte Überzahltore; SH = erzielte Unterzahltore; GW = erzielte Siegtore; 1 Play-downs/Relegation; Kursiv: Statistik nicht vollständig)